# Джамбуйлуцька орда

Джамбуйлуцька орда на карті Кримського ханства

Джамбуйлуцька орда (Перекопська орда) — етнополітичне утворення ногаїйців на лівому березі Дніпра між Перекопом, Дніпром і річкою Бердою.
Заснована в другій половині XVI століття. Походила із північно-кавказьких степів.
Головним центром було місто-фортеця Перекоп, від якого орда іноді називалася Перекопською. На чолі стояв каймакам, рідше — сераскир.
Джамбуйлуцька орда перебувала у васальній залежності від Кримського ханства, брала участь у його нападах на українські та інші землі. У ході російсько-турецької війни 1768—1774 у 1770 році визнала протекторат Російської імперії і невдовзі була ліквідована. У 1771 році переселена на Кубань, а в 1790 році — у приазовські степи.
Після Кримської війни 1853—1856 років джамбуйлуцькі ногайці, що залишилися в Джамбойлуці, емігрували до Османської імперії.